# Blackfriars Railway Bridge
Blackfriars Railway Bridge – most kolejowy nad Tamizą, w centralnym Londynie, łączący dzielnicę Blackfriars (City of London) na północnym brzegu z Bankside (gmina Southwark) na południu. Położony jest w bezpośrednim sąsiedztwie mostu drogowego Blackfriars Bridge; w dół rzeki najbliższym mostem jest pieszy Millennium Bridge.
Pierwszy most pod tą nazwą został otwarty w 1864 r., równolegle z mostem drogowym (ten zastąpił wcześniejszą budowlę); oba o identycznym rozstawie filarów, zaprojektowane przez Josepha Cubitta. Most kolejowy zburzono w 1984 roku, zachowując jedynie ozdobne, czerwone podpory.
W 1886 roku równolegle wybudowano drugi most kolejowy, obecnie istniejący, pierwotnie nazwany St Paul′s Railway Bridge. Prowadził na stację kolejową St Paul′s (jej nazwę w 1937 roku zmieniono na obecną, Blackfriars). Jego projektantami byli John Wolfe-Barry oraz Henry Marc Brunel.
W latach 2008–2012 w ramach gruntownej modernizacji stacji Blackfriars, most poszerzono, wybudowano na nim perony; stacja zajmuje odtąd całą długość mostu, rozpościerając się na oba brzegi Tamizy.
Południowy przyczółek mostu z 1864 roku jest zabytkiem klasy II.

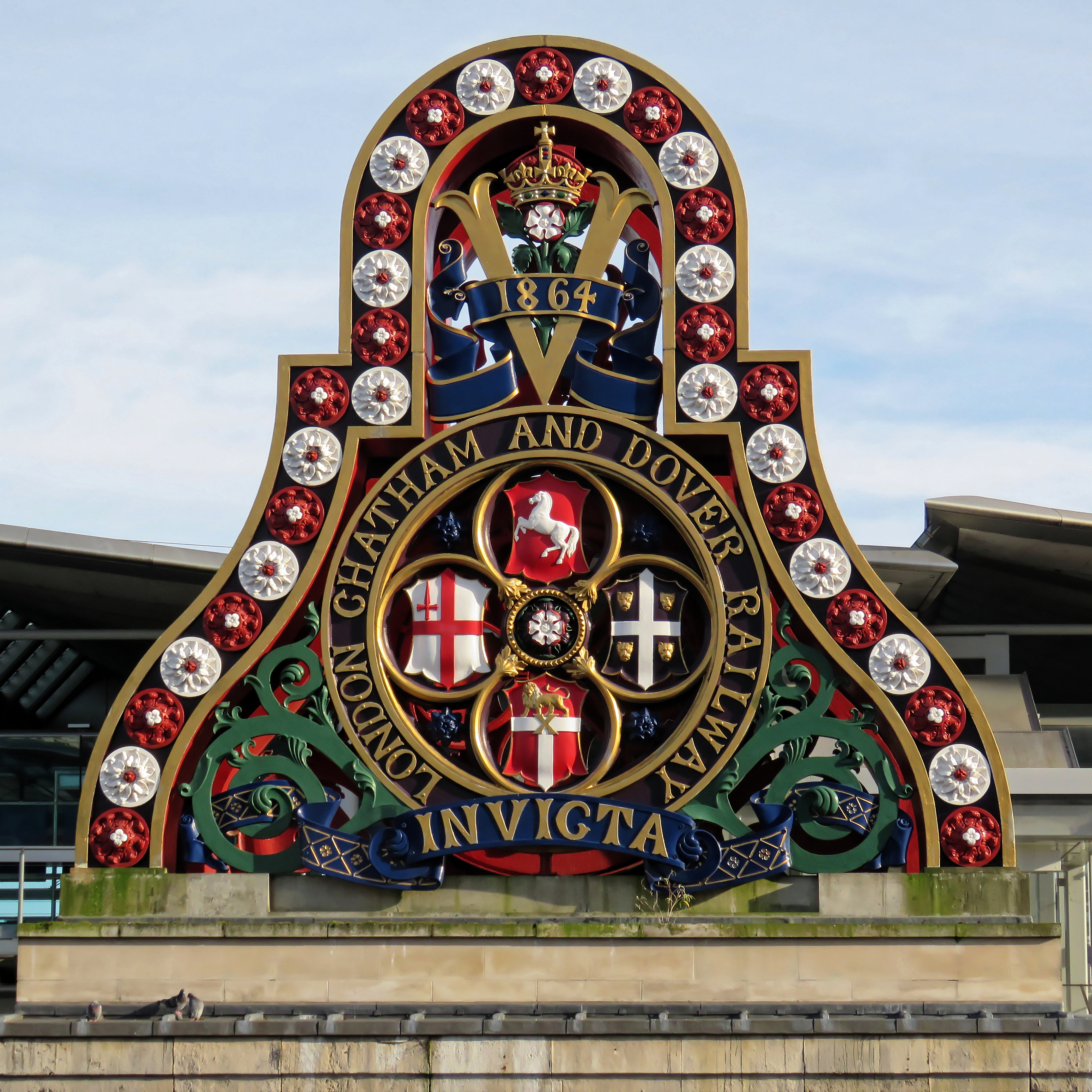
Zabytkowy, zdobiony przyczółek mostu
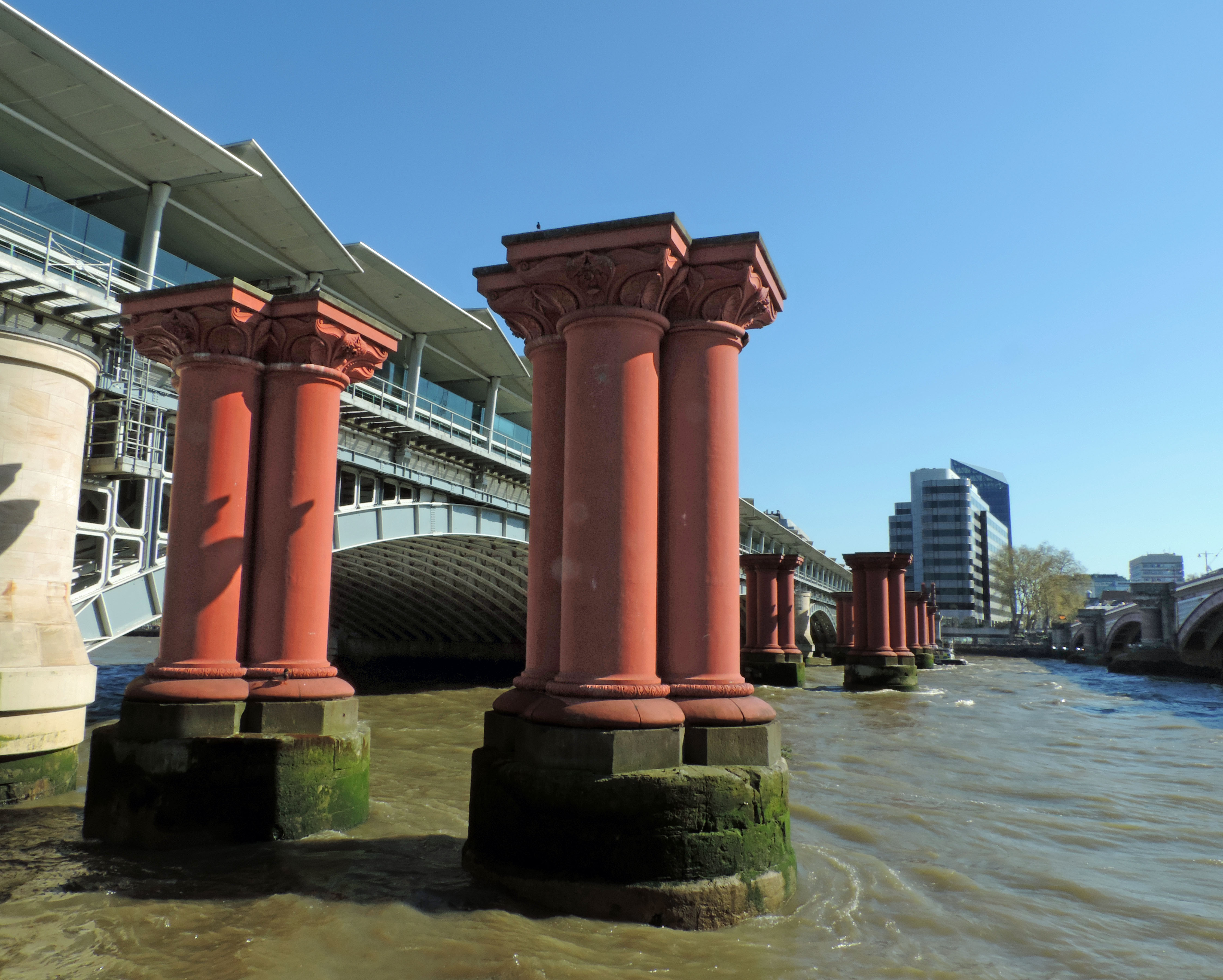
Zachowane filary starego mostu kolejowego
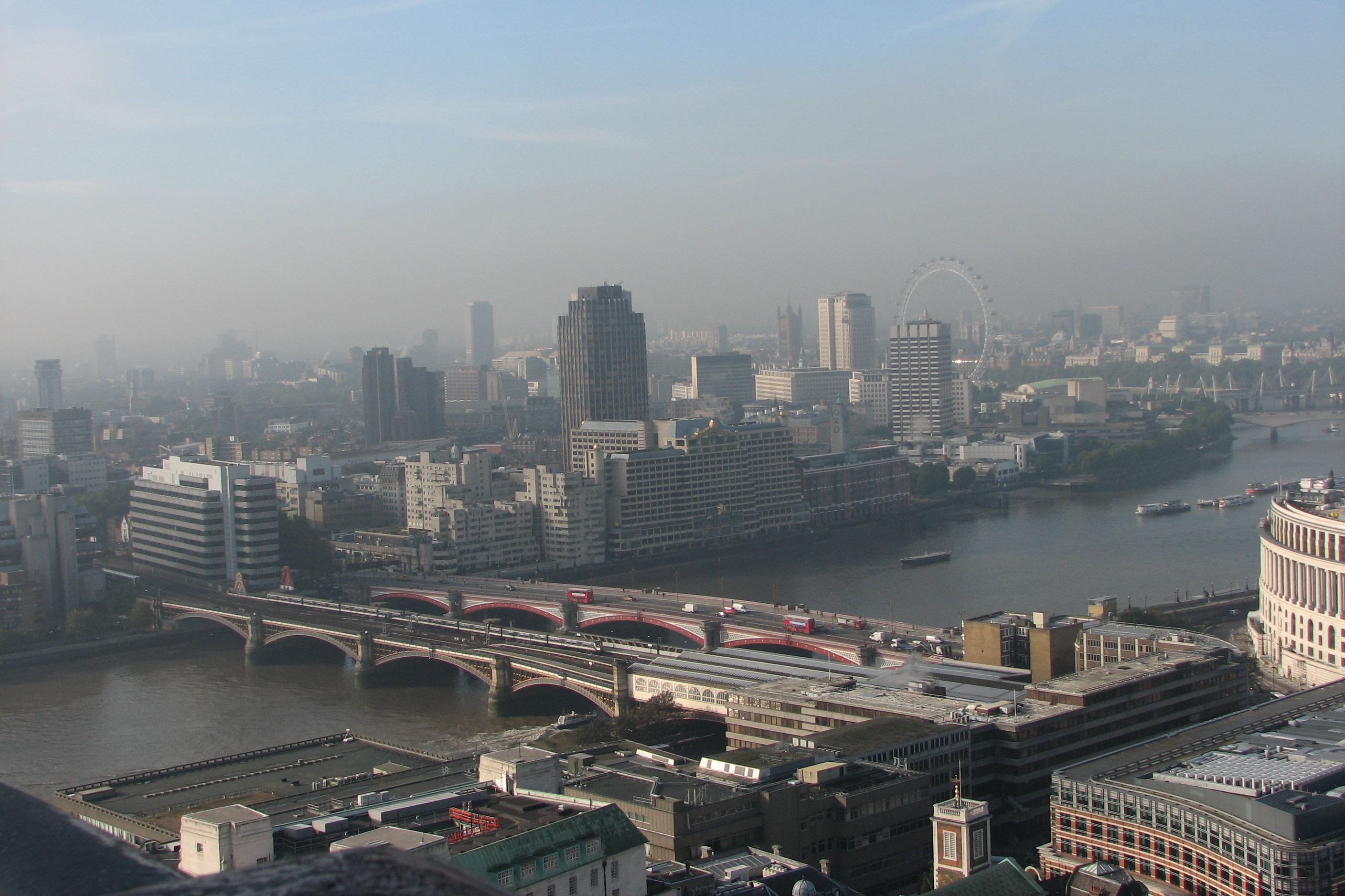
Most przed modernizacją (2006 r.)